# Moysés Baumstein
Moysés Baumstein (São Paulo, Brasil, 13 de junio de 1931 - São Paulo, Brasil, 4 de diciembre de 1991) fue un artista brasileño.

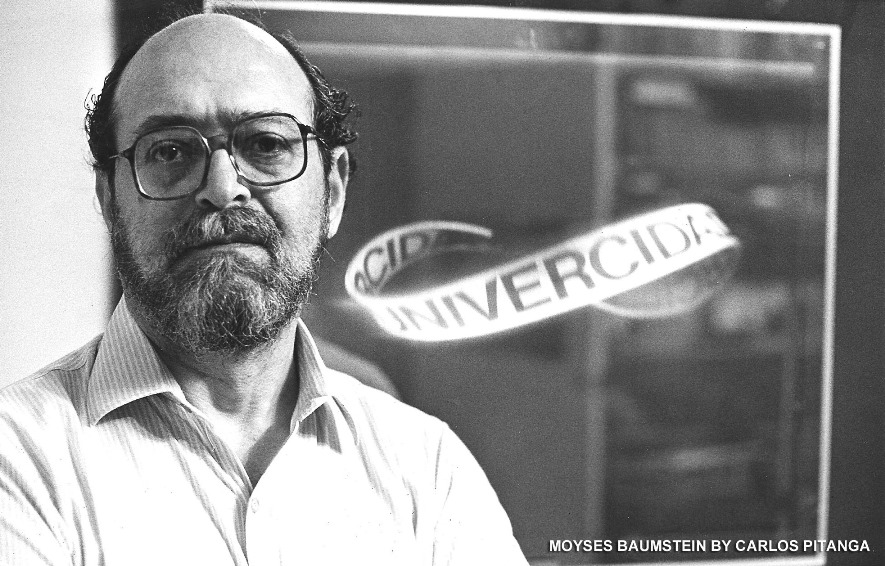
Moysés BAUMSTEIN y su holograma "UNIVERCIDADE"

Baumstein actuó en muchos campos: desde la creación literaria a la pintura, desde el cine a la holografía. Fue llevado por la curiosidad singular y diligencia y tipificada como un "hombre renacentista" que unía la ciencia con el arte a lo largo de sus logros.
Baumstein comenzó su carrera artística como pintor influenciado por el pintor catalán Joan Ponç, con quien fundó el grupo "L'Espai" en São Paulo en 1960. Más tarde se interesó por la fotografía, el cine y el teatro,  ya a principios de los años setenta empezó a escribir ficción experimental y producir cine de animación en Super8 y 16mm. En 1981 fundó VIDECOM una casa productora de vídeo en São Paulo direccionada a las producciones empresarial y cultural.
No fue sino hasta 1982 que exploró la holografía, utilizando métodos artesanales. Con lo suceso de sus realizaciones holograficas perfeccionó su técnica. En 1983 después de un taller de holografía con el artista alemán Dieter Jung expuso por primera vez su producción holográfica en el Museu da Imagem e do Som (MIS), en São Paulo. En 1984, desarrolló una técnica específica para el control cromático de la holografía y paso a la elaboración de obras muy elaboradas técnicamente. En ese momento empezó en su estudio holográfico la producción de hologramas comerciales, así como obras artísticas.
En algunos de sus proyectos en este campo ha trabajado en colaboración con otros artistas y poetas concretos brasileños interesados en la holografía (Augusto de Campos, Décio Pignatari, Julio Plaza y José Wagner García). Los resultados de dicha colaboración se mostraron en las exposiciones "Triluz" (1986) en el Museo de la Imagen y del Sonido (MIS), "Idehologia" (1987) en el Museo de Arte Contemporánea (MAC), São Paulo, y también en la Fundación C. Gulbekian Lisboa, Galería Horizontes en Madrid entre otros sitios. Especialmente con Augusto de Campos y Julio Plaza los hologramas de Moysés fueran la "traducción" holografica de poemas concretos, ya con José Wagner García creó el prototipo de un proyector de cine holográfico un "Kinetoscopio Holográfico".  
En 9 años de actividad intensa produjo más de 280 hologramas, fue el hológrafo brasileño más importante y creativo (pero no el pionero). 
Un año después de su muerte, se celebró en el 9 Internacional "Videobrasil" Festival de 1992 en São Paulo, una retrospectiva de sus obras cinematográficas y en vídeo. 
En 2002 poemas holográficos criados por Augusto de Campos y producidos por Baumstein fueron comprados por el "Centre Régional des Lettres de Basse-Normandie" en Francia y en 2007, el poema holográfico REVER fue expuesto en la muestra "Poesia Concreta – O Projeto Verbivocovisual", en el Instituto Tomie Ohtake (São Paulo) y Palácio das Artes (Belo Horizonte).
VIDECOM mantuve las actividades de su laboratorio holográfico hasta 2007 cuando todos los equipos fueram donados para el laboratorio de Óptica de la UNICAMP Universidad Estadual de Campinas en el estado de Sao Paulo).
Ya entre septiembre y noviembre de 2010 sus hologramas fueron expuestos en la muestra "TEKHNÉ" (Tekhne página en Español, Inglés y Portugués) en la Fundação Armando Alvares Penteado (FAAP) en São Paulo, que presentó la discusión de la importancia de la convergencia entre arte y tecnología. 